# ارمنستان ۱
تلویزیون عمومی ارمنستان (ارمنی: Հայաստանի հանրային հեռուստաընկերություն; Hayastani Hanrayin herrustaynkerut’yun) ایستگاه تلویزیونی عمومی کشور ارمنستان است که در سال ۱۹۵۶ شروع به کار کرد.

## تاریخچه

### سال‌های ابتدایی
در ۲۹ نوامبر ۱۹۵۶، سالروز شوروی شدن ارمنستان، اولین برنامه تلویزیون ارمنستان پخش شد. در ۱ می ۱۹۷۳، ایستگاه تلویزیونی اولین ارسال رنگی خود را از میدان لنین برای رژه اول ماه مه انجام داد.

### ۱۹۹۰ تا کنون
با شروع تغییر قدرت‌های سیاسی در سال ۱۹۹۰، نخست‌وزیر وقت، وازگن مانوکیان، هنریک هوهانیسیان غیرکمونیستی را به سرپرستی برنامه‌های رادیو و تلویزیون وزارت امور خارجه منصوب کرد. او اصلاحات تلویزیون ارمنستان را چه از نظر محتوا و چه از نظر ساختار آغاز کرد. این تغییرات برای انطباق با وضعیت جنبش آزادی قره باغ و فروپاشی اتحاد جماهیر شوروی انجام شد.
ارمنستان در ۲۱ سپتامبر ۱۹۹۱ استقلال خود را اعلام کرد. یک ماه بعد، رئیس جمهور این کشور قانون RA "در مورد رسانه های گروهی" را امضا کرد. برای اولین بار در ارمنستان سیستم اطلاعاتی این فرصت را داشت که در یک محیط آزاد و مساعد توسعه یابد. آزادی بیان و پروپاگاند صرفاً ملی برای تلویزیون ارمنستان غالب بود.
در سال ۲۰۰۰، تلویزیون تغییر ساختار یافت و به شرکت تلویزیون عمومی تغییر نام داد. قوانین آن زمان کشور ارمنستان ۱ (هایستان ۱) را ملزم می کرد که تمام فیلم ها و سریال های خارجی دوبله شده به زبان ارمنی را پخش کند. در سال ۲۰۰۵ بود که الزامات زبان مطرح نشد.
راهها و چشم اندازهای جدیدی برای تلویزیون عمومی ارمنستان در سال ۲۰۰۵ گشوده شد. تلویزیون و رادیو عمومی ارمنستان در پنجاه و ششمین مجمع عمومی اتحادیه رادیو و تلویزیون اروپا که در ۷ و ۸ ژوئیه در دوبروونیک برگزار شد، رسماً عضو کامل و برابر اتحادیه رادیوهای تلویزیونی اروپا شناخته شدند. ارمنستان با عضویت فعال اتحادیه رادیو و تلویزیون اروپا، حق شرکت در مسابقه آواز یوروویژن را به دست آورد که در طول ۵۰ سال به رویداد مورد علاقه اروپایی ها تبدیل شده بود.

## نشان‌واره‌ها

۱۹۹۷–۲۰۱۳
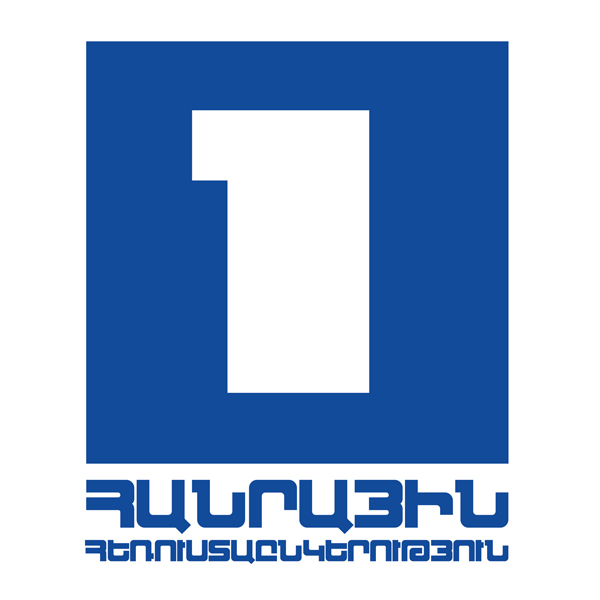
۲۰۱۳-۲۰۲۱